# Nachimovskij prospekt (stanice metra v Moskvě)
Nachimovskij prospekt (rusky Нахимовский проспект) je stanice moskevského metra. Pojmenována je podle stejnojmenné třídy (rusky prospektu), který nese jméno admirála Nachimova.

## Charakter stanice
Nachimovskij prospekt je jedna ze stanic Serpuchovsko-Timirjazevské linky, nachází se v její jižní části. Konstrukčně je to podzemní, jednolodní stanice založená mělko pod povrchem – pouhých 9,5 m hluboko.
Má dva výstupy, které vedou z konců nástupiště; jeden po tříramenných eskalátorech a druhý s dvěma rameny eskalátorů a pevným schodištěm. Oba dva pak zaúsťují do podpovrchových vestibulů umístěných pod přilehlými ulicemi. Nad prvním výstupem je umístěna měděná plastika, nad druhým pak mozaika, na níž je vyobrazeno moře, loď a busta admirála Nachimova. Osvětlení zajišťují 4 řady celkem 312 světel umístěných na stropě stanice ve speciálních výdutích. Na část stěn za nástupištěm byl použit jako obklad mramor, na podlahu několik druhů žuly.
Stanice byla vybudována na začátku 80. let 20. století, v provozu je od 8. listopadu 1983, Zprovozněna byla jako součást první části deváté linky mezi stanicemi Serpuchovskaja a Južnaja. Dnes každý den Nachimovskij prospekt využije průměrně okolo 30 tisíc lidí; jedná se tedy o středně vytíženou stanici.